# Simon-la-Vineuse
Simon-la-Vineuse era una comuna francesa que estaba situada en el departamento de Vandea, de la región de Países del Loira, que en 1971 pasó a formar parte de la comuna de Sainte-Hermine.

## Historia
Fue creada en 1828 con la unión de las comunas de La Vineuse y Saint-Simon.

## Demografía
| Gráfica de evolución demográfica de Simon-la-Vineuse entre 1851 y 1968 |
|                                                                        |

Los datos demográficos contemplados en este gráfico se han cogido de la página francesa EHESS/Cassini.